# Клоч
Клоч (курд. Kiloç) — езидский культовый пирог. Каждый год в третью среду марта по восточному календарю в каждой семье хозяйка выпекает кулич, в который помещает бусинку или монету. На следующий день, рано утром, все члены семьи собираются вокруг клоча, чтобы присутствовать при том, как глава семьи разрежет его. Сначала ножом проводят по середине пирога, и называют это xeta cot, то есть борозда плуга; затем одну сторону делят на куски, каждый из которых приносят в дар ангелам и святым:
- Heft mêrê dîwanê (семь ангелов)
- Xwedanê malê (покровитель семьи)
- Memê şivan (покровитель мелкого рогатого скота)
- Gavanê Zerzan (покровитель крупного рогатого скота)
- Xatuna Ferxa (покровитель женщин и детей)
- Şems (светоносный ангел) и др.

Другую половину разрезают на части по количеству членов семьи, называя их имена.